# تن‌فروشی در ایران
تن‌فروشی در ایران به دلیل ممنوع بودن و جرم انگاری آن به صورت زیرزمینی وجود دارد.
همچنین روسپی‌گری در ایران می‌تواند مجازات اعدام داشته باشد. بر پایهٔ اعلام جامعه‌شناسان، چرایی‌های روی‌آوردن زنان به این کار در ایران، شامل فقر، بیکاری، اعتیاد، ازدواج اجباری، زیاده‌خواهی یا تنوع‌خواهی از سوی مردان، وجود فضای یأس و ناامیدی در میان جوانان و نبود امکانات برای ازدواج، ازدواج مجدد مردان و جدایی از همسر بوده است. حکومت جمهوری اسلامی متهم است در مکان‌هایی مانند اطراف امام‌زاده‌ها به تجارت جنسی دختران آسیب‌دیده در قالب صیغه مشغول است.
در دوران پهلوی اول، بخش‌هایی از شهر نو نیمه ویران گردید و پس از بازسازی، کانون تن‌فروشان تهران، پایتخت ایران شد. حکومت وقت ایران، هدف خود را از اجرای چنین طرحی، کنترل تن‌فروشی در ایران اعلام کرده بود. بهداشت زنان شهر نو بسیار مورد توجه رسانه‌ها قرار گرفت؛ بر پایهٔ گزارش‌های منتشر شده، از دید بهداشتی و دریافت خدمات پزشکی، این افراد زیر نظر ادارهٔ کل بهداشت ایران بوده‌اند و می‌بایست به صورت هفتگی به درمانگاه می‌رفتند و آزمایش خون هر شش ماه نیز برایشان در نظر گرفته شده بود.
پس از انقلاب ۱۳۵۷، بسیاری از کارگران جنسی ایران توسط جمهوری اسلامی اعدام شدند، از جمله پری بلنده و اشرف چهارچشم. کم‌کم تن‌فروشی در ایران گسترش یافت و به گفتهٔ مهرداد درویش‌پور، جامعه‌شناس، «جمهوری اسلامی ایران، در واقع اسلام‌گرایان سیاسی، از روز نخست با بستن محل تجمع روسپیان در تهران به نام شهرنو و لت و پار کردن آنها سعی کردند این معضل را انکار کنند یا به‌اصطلاح حذف کنند». وی باور دارد که این کار نه تنها باعث کمتر شدن روسپی‌گری در این کشور نشد، بلکه باعث شد تا بسیاری از کشورهای دیگر نیز به میزبانان تن‌فروشی بسیاری از دختران جوان ایرانی تبدیل شوند. از دههٔ ۱۳۷۰، دبی در امارات متحده، به عنوان جایی برای تجارت جنسی زنان ایران، آوازه یافت اما از اواخر دههٔ ۱۳۸۰ بود که کشورهای دیگری که در همسایگی ایران هستند، از جمله ترکیه، گرجستان و کردستان عراق به فهرست علاقه‌مندان به زنان ایرانی پیوستند. در دههٔ ۱۳۸۰، جنجال بر سر صیغه (ازدواج در مذهب شیعه) رخ داد و گروهی به موافقت و مخالفت با آن برخاستند. در سال ۱۳۸۶، خیابان شهید مطهری تهران، توسط رسانه‌ها برای میزبانی از تن‌فروشان، مورد توجه قرار گرفت و پلیس تهران گزارش‌های وابسته به تن‌فروشی منتشر کرد. در این دوره، سپاه پاسداران انقلاب اسلامی، بسیج و نیروهای امنیتی با روسپی‌گری در ایران، مرتبط دانسته شدند. اگرچه توسط گزارشی رسمی تأیید نشدند.
دههٔ ۱۳۹۰ با گسترش و کاهش سن روسپی‌گری در ایران همراه شد و پژوهش دانشگاه شهید بهشتی نشان داد که آمار روسپیگری میان زنان متأهل این کشور، بیشتر از مجردها بوده است و ۱۱ درصد روسپیان پایتخت ایران، با آگاهی همسرانشان دست به روسپی‌گری می‌زده‌اند. بر پایهٔ آماری در خرداد ۱۳۹۵، بیشتر تن‌فروشان زیر ۳۰ سال و باسواد بوده‌اند؛ ۳۰ درصد زنان تن‌فروش دارای مدرک دیپلم و بالاتر، ۵۰ درصد سیکل و زیر دیپلم و درصد پایینی نیز بی‌سواد بوده‌اند. این گزارش می‌گفت که ۳۵ درصد تن‌فروشان متأهل هستند. در این دهه، فقر در ایران بزرگ‌ترین چرایی روی‌آوردن مردم به این کار اعلام شد و از عامل‌های مهم دیگر نیز وجود شبکه‌های گسترش تن‌فروشی و قاچاق سکس در ایران اعلام شد. تن‌فروشی آنلاین چه از راه وبگاه‌هایی که زنان را برای صیغه (معمولاً کوتاه‌مدت و ساعتی) فهرست می‌کنند چه در شبکه‌های اجتماعی همانند اینستاگرام و تلگرام، در دههٔ ۱۳۹۰ گسترش بالایی یافت. در این دوران، در پوشش پیشه‌هایی چون ماساژوری، تن‌فروشی انجام گرفته است. در فروردین ۱۴۰۰ گزارشی از وبگاه‌های صیغه‌یابی موقت، از «گردش مالی هنگفت صنعت روسپیگری بر بستر فضای مجازی» می‌گفت. تنها یکی از وبگاه‌ها، چند میلیون زن در سراسر ایران را فهرست داشته است.
در سال ۱۴۰۰ آگهی‌هایی تحت عنوان «کفش جلوباز زنانه» در دیوار (وبگاه) به اوج خود رسیدند که نشان می‌داد تن‌فروش‌ها در پلتفرم دیوار هم وجود دارند و با استفاده از عبارت‌های خاص در تبلیغات سایت دیوار درحال جذب مشتری هستند، به موجب این اتفاق اشکان میرآرمندهی، مدیر وبگاه دیوار، به اتهام «فراهم آوردن موجبات فساد و فحشاء از طریق جذب زنان تن‌فروش» به سه ماه و یک روز حبس غیرقابل تبدیل محکوم شد.
افزون بر رسانه‌ها، در هنر و دیگر آثار نیز از تن‌فروشی در ایران یاد شده است و رنج و اندوه زنان تن‌فروش به تصویر کشیده شده است.

## پیشینه

### دوران قاجار و پیشینه شهر نو
قلعهٔ شهر نو نخست توسط محمدعلی‌شاه قاجار و برای اسکان خانوادهٔ شاه ساخته شد و با نام محله قجرها مسما گشت. در آن زمان این محله در بیرون از شهر تهران آن دوره قرار داشت. اواخر حکومت احمد شاه قاجار به جهت ساخت دروازه قزوین، «دروازه» نامیده شد و این محل که خارج از دروازه قزوین قرار داشت به تدریج به مأمن خلاف کاران بدل گشت. شخصی به نام محمود عرب شروع به قوادی و ایجاد شیره‌کش خانه در این محل کرد و کوچه‌ای که در آن چند خانه متعلق به محمود عرب قرار داشت به گذر «حاج عبدالمحمود» معروف گشت.

### دوران پهلوی
در دوران رضاشاه بخش‌هایی از این محله (شهر نو) نیمه ویران، بازسازی و مرکز تن‌فروشان تهران شد. حکومت این دوره، هدفش را از اجرای چنین طرحی، کنترل تن‌فروشی در ایران اعلام کرد. رضا خان به نظمیه – شهربانی فرمان داد که تن‌فروشان را از تهران خارج کرده و در بیرون دروازه قزوین در محله قجرها جای و اسکان دهند. در نخستین دوران حکومت رضاشاه، فردی وجود داشت که به نام زال ممد شهرت یافته بود و با آوردن زنانی، این محله را به کانون روسپی‌گری تبدیل کرد. در آن دوره، رضاشاه در جهت کنترل، فرمان به جمع‌آوری روسپی‌ها داد و بخشی از قلعه از میان برداشته‌شد و قلعه از آن پس، تبدیل به محله‌ای از شهر شد. شخصی به نام ارباب جمشید جمشیدیان هزینه احداث ده‌ها خانه به منظور اسکان زنان بی سرپرست را پذیرفت و به برای تأمین نیازهای مالی آنان، چند فروشگاه نیز در این منطقه ساخته شد و محله به شکل رسمی به عنوان «محله جمشید» نامگذاری شد. ساختن خانه‌های تازه و آسفالت دو خیابان جدید باعث شد که محله جمشید به اسم «شهر نو» آوازه بگیرد.
در هنگام جنگ جهانی دوم سربازان متفقین شماری از زنان جنگ زده لهستانی را که همانند دیگر آوارگان جنگی در میدان ژاله پیشین اقامت داشتند، برای روسپی‌گری به شهر نو آوردند. در پایان خیابان دوم شهر نو نیز کوچه‌ای به نام کوچه لهستانی‌ها آوازه گرفت. این محله در اوج خود، ۱۳۵ هزار متر مربع مساحت داشته است و به دو بخش اصلی و فرعی بخش‌بندی می‌شد؛ قسمت اصلی شامل خیابان‌های کمیل، استخر، قنات و قوام بود که دارای ۳۶ کوچه و در هر کوچه ۵۰–۳۰ خانه وجود داشت. در هر خانه چندین خانواده توأمان زندگی می‌کردند و گاهی در یک اتاق چند مرد و زن می‌زیستند. محله جمشید از نگاهی دیگر به دو بخش قلعه و نجیب‌خانه تقسیم می‌شد که در واقع، قلعه محل کار و نجیب‌خانه محل زندگی عادی روسپی‌ها بوده است که درجه روسپی‌گری در آن بسیار کم بوده است. ده‌ها تئاتر و تماشاخانه و کافه در خیابان جمشید و درون شهر نو و خیابان‌های سی متری ساخته شد و دو سینما نیز در نزدیکی‌اش شروع به کار کردند. محله شهرنو، مرکز گردهم آمدن تن‌فروشان، قاچاقچیان و معتادان بوده و در عین حال در اطراف آن ده‌ها کافه و سینما و کاباره و تماشاخانه ازجمله کاباره شکوفه نو وجود داشته است. در سال ۴۷–۴۶، هزار و پانصد زن در شهرنو زندگی می‌کرده‌اند؛ آن‌ها باید هر هفته به درمانگاه سر می‌زدند و هر شش ماه نیز آزمایش خون می‌دادند. بهداشت زنان شهر نو بسیار مورد توجه رسانه‌ها قرار گرفت؛ بر پایهٔ دیگر گزارش‌های منتشر شده، از دید بهداشتی و دریافت خدمات پزشکی، این افراد زیر نظر ادارهٔ کل بهداشت ایران بوده‌اند و می‌بایست به صورت هفتگی به درمانگاه می‌رفتند و آزمایش خون هر شش ماه نیز برایشان در نظر گرفته شده بود.

### دوران جمهوری اسلامی

#### اعدام کارکنان جنسی
سیمین بی ام و، پری بلنده، اشرف چهارچشم و پری سیاه از جمله سردسته‌های روسپی خانه‌ها بودند که پس از انقلاب ۱۳۵۷ ایران اعدام شدند. طبق گزارش روزنامهٔ کیهان چهار متهم از جمله سکینه قاسمی (پری بلنده) در ساعت یک بامداد ۲۱ تیر ۱۳۵۸ اعدام شده‌اند. حدود هزار و پانصد زن ساکن این محله، پس از تعطیلی آن در روز دوم مرداد سال ۱۳۵۸ آواره یا دستگیر شدند و شمار زیادی ار آن‌ها که نه تنها در ماه‌های نخست، بلکه در سال‌های پس از انقلاب، اعدام شدند.
هیچ آگاهی یا گزارشی در مورد چگونگی محاکمه و دفاعیات متهم و نحوهٔ بازداشت این افراد ارائه نشده است در گزارش روزنامهٔ کیهان که تنها منبع رسمی موجود است صرفاً بخشی از رأی صادره آمده است. این گزارش‌ها به دلیل آنکه محتوای منافی عفت داشتند با طبقه‌بندی سری در اسناد قوه قضاییه نگاه داشته شد طبق گزارش روزنامه کیهان صدور حکم در شعبه اول دادگاه انقلاب اسلامی تهران پس از چندین جلسهٔ رسیدگی سری به پرونده صورت گرفته است. بخشی از حکم صادره برای پری بلنده در این گزارش آمده است: «... به جرم یک عمر تن‌فروشی و فساد و خرید و فروش دختران خردسال و زنان گول‌خورده و اغفال شده و دائر کردن مراکز تن‌فروشی و عشرت‌کده‌های مختلف که موجب انحراف نسل جوان این مملکت گردیده‌اید مفسدفی‌الارض شناخته شده به اعدام محکوم می‌گردید…»

#### دههٔ ۱۳۸۰ و جنجال بر سر صیغه
در سال ۱۳۸۶، خیابان شهید مطهری تهران (نام پیشین: خیابان تخت طاووس)، توسط رسانه‌ها برای میزبانی از تن‌فروشان، مورد توجه قرار گرفت. گزارشی در سال ۱۳۸۶، از «رقابتی پرهیاهو در بازار شبانه و تحت‌الحفظ تن‌فروشان زن و ترنس‌هایی که خیابان مطهری یکی از پایگاه‌های اصلی و شناخته‌شده آنهاست»، گفت و اعلام کرد که تن‌فروشی در این خیابان، در ازای پولی میان ۲۰ تا ۵۰ هزار تومان پیشنهاد می‌شده است. رانندگان نیز مسیری ویژه در پیرامون خیابان را پیوسته پیمایش می‌کرده‌اند. بر اساس گزارشی رسمی از سوی پلیس تهران هر روسپی، در بیشترین حالت، تنها ۵ دقیقه از وقتش را در خیابان، در انتظار مشتری می‌مانده است. یکی از مشتریان خدمات جنسی در این گزارش اعلام کرد که این دسته زنان از سوی شماری از بسیجی‌ها پشتیبانی می‌شده‌اند و در جایی دیگر، اعلام شد که نیمی از درآمد خود را به مردانی می‌دهند که به‌عنوان بسیجی یا عضو نیروی انتظامی در محل حضور دارند. شخص دیگری نیز اعلام کرد که «گروهی از مأموران پلیس و عوامل بسیج گردانندگان اصلی روسپیگری در این مسیرها هستند». در این دوره، سپاه پاسداران انقلاب اسلامی، بسیج و نیروهای امنیتی با روسپی‌گری در ایران، مرتبط دانسته شدند.
در شهریور ۱۳۸۹، لایحه حمایت از خانواده (از قوانین ایران دربارهٔ زنان) جنجالی شد؛ مهدی کوچک‌زاده نمایندهٔ مجلس شورای اسلامی، گفت: «صیغه برای لذت بردن است و هرکس خجالت می‌کشد من خجالت نمی‌کشم». فریبا داودی مهاجر، فعال حقوق زنان، در همین باره، اعلام کرد که «ازدواج موقت راهی برای تسلط مردان بر زنان نه تنها در حیطه جنسی که در تمام زمینه‌هاست». علی لاریجانی، رئیس مجلس جمهوری اسلامی در مذاکرات مجلس بر سر این لایحه اعلام کرد: «ازدواج موقت راه حلی است برای معضلی به نام فحشا که در غرب بیداد می‌کند». بار دیگر در دیدگاهی مخالف، آزاده کیان، جامعه‌شناس، در این باره گفت: «تحقیقات جامعه‌شناسی در ایران نشان می‌دهد، زنانی صیغه را قبول می‌کنند که فقیر یا بیوه هستند… در صیغه، زن به عنوان یک شیء و به عنوان وسیله‌ای برای رساندن خدمات جنسی به مرد مطرح است». در نهایت، در بررسی لایحه، هشت نمایندهٔ زن مجلس شورای اسلامی نیز به آن، رای مثبت دادند.

#### دههٔ ۱۳۹۰؛ گسترش و کاهش سن روسپی‌گری
گزارش مرکز پژوهش‌های مجلس شورای اسلامی که در سال ۹۳ منتشر شد، می‌گفت که «بر اساس اظهارات کارشناسان در سال ۱۳۸۸ در دههٔ ۱۹۶۰ و ۱۹۷۰ میلادی سن روسپی‌گری بالای ۳۰ سال بود، اما اکنون (در آستانهٔ دههٔ ۱۳۹۰) سن روسپیگری به ۱۵ سال به بالا رسیده است. تحقیقات دانشگاه شهید بهشتی نشان داده است که آمار روسپیگری میان زنان متأهل بیشتر از مجردهاست و ۱۱ درصد روسپیان شهر تهران با اطلاع همسرانشان دست به روسپی‌گری می‌زنند». بر پایهٔ آماری در خرداد ۱۳۹۵ نیز، بیشتر تن‌فروشان زیر ۳۰ سال و باسواد بوده‌اند؛ ۳۰ درصد زنان تن‌فروش دارای مدرک دیپلم و بالاتر، ۵۰ درصد سیکل و زیر دیپلم و درصد پایینی نیز بی‌سواد بوده‌اند. این گزارش می‌گفت که ۳۵ درصد تن‌فروشان متأهل هستند و شمار بسیاری از زنان تن‌فروش از آمیزش خود باردار شده و فرزندانشان نیز یا فروخته می‌شود، یا سقط می‌شود یا به سازمانی حمایتی داده می‌شود. این گزارش همچنین می‌گفت که «برخی تن‌فروشی‌ها برای ترقی یک کارمند در اداره صورت می‌گیرد».
در ۱۷ اردیبهشت ۱۳۹۴ گاردین در گزارشی به این موضوع پرداخت و مدعی سکس توریسم در مشهد شد. این پست به آمدن زوار اهل عراق به مشهد می‌پرداخت و از تن‌فروشی در این شهر نوشت. در همین مورد، رادیو زمانه در شهریور ۱۳۹۷ نوشت که رفت‌وآمد برخی از مردان مجرد اهل عراق به خانهٔ مسافرهای شهر مشهد افزایش یافته است و آنان که با زنان ایرانی همراه خود، امکان بهره‌گیری از هتل‌ها نداشتند، از بیش از شش هزار خانهٔ مسافر غیرمجاز این شهر، بهره برده‌اند. با این وجود، از گسترده‌شدن ازدواج موقت گردشگران اهل عراق با زنان ایرانی، آماری منتشر نشد. با این وجود، محمد قانعی، رئیس اتحادیهٔ هتلداران خراسان رضوی حضور داشتن مردان مجرد اهل عراق در خانهٔ مسافرها، به همراه زنان ایرانی را تأیید کرده بود.
در آذر ۱۳۹۴، مهرداد درویش‌پور، جامعه‌شناس، اعلام کرد که «جمهوری اسلامی ایران، در واقع اسلام‌گرایان سیاسی، از روز نخست با بستن محل تجمع روسپیان در تهران به نام شهرنو و لت و پار کردن آنها سعی کردند این معضل را انکار کنند یا به‌اصطلاح حذف کنند». وی باور دارد که این کار نه تنها باعث کمتر شدن روسپی‌گری در این کشور نشد، بلکه باعث شد تا بسیاری از کشورهای دیگر نیز به میزبانان تن‌فروشی بسیاری از دختران جوان ایرانی تبدیل شوند؛ او ادامه داد که در خود کشور نیز تن‌فروشی بسیار گسترش داشته است که گاه عنوان صیغه یا دفاتر صیغه دارد و گاهی نیز به صورت روسپی‌گری و تن‌فروشی غیرقانونی است. وی همچنین اعلام کرد که پیشگیری از نظارت قانونی و ورود دولت در این کار، یا یاری‌رسانی به آنان، بانی آن شده است که دلالان سکس بالاترین میزان سود را از سازمان‌دهی روسپی‌گری یا صادر کردن سکس به کشورهای دیگر داشته باشند.
در آبان ۱۳۹۸، بر پایه اعلام یک کارشناس آسیب‌های اجتماعی، آمار مراکز تن‌فروشی در سطح شهر تهران، پایتخت ایران، به ۸ هزار رسیده است و «طبق آمار در مدت ۷ سال متوسط سن تن‌فروشی از ۲۸ سال به زیر ۲۰ سال رسیده و در حال حاضر کف این سن تا ۱۳ سالگی پایین آمده یعنی در میان نوجوانان به‌طور روزافزونی گسترش یافته است» و با توجه به بحران اقتصادی، زنان متأهل نیز مجبور به چنین کاری شده‌اند.
در ۲۶ آذر ۱۳۹۸، خبرگزاری رکنا در گزارشی گفت زنانی در اطراف آرامستان بهشت زهرا هستند که حاضرند برای یک ساندویچ فلافل تن‌فروشی کنند. آنها در گورهای آرامستان زندگی می‌کنند و در داخل گورها با مشتری رابطه جنسی برقرار می‌کنند. در روزهای برفی و بارانی که امکان خوابیدن در گورها وجود ندارد، این افراد از ترس مأموران حراست مجبور می‌شوند یا به پارک‌های جنوب‌شهر تهران پناه ببرند یا شب را در راهروهای مجاور توالت‌های مجموعه بهشت زهرا سرکنند. به گفته یکی از زنان آنجا اگر کسی بفهمد که ما در اینجا زندگی می‌کنیم حتی بهمان کار هم نمی‌دهند. در اردیبهشت ۱۳۹۹، دیدارنیوز در یک گزارش میدانی و به نقل از یک تن‌فروش نوشت افرادی هستند که بخاطر اعتیاد و داشتن بیماری، حاضرند برای ۵ یا ۱۰ یا ۲ هزار تومان تن‌فروشی کنند.
گزارش سان بریتانیا در سپتامبر ۲۰۱۸، اعلام می‌کرد که تن‌فروشان ایرانی «ازدواج حلال» چند دقیقه‌ای را به مردان مجرد و جداشده می‌فروشند تا از نقض قوانین شریعت اسلام پیشگیری کنند. چیزی که اگر نقض می‌شد، با مجازاتی چون شلاق همراه بوده است. این رسانه همچنین به گسترش و محبوبیت بیشتر این پدیده در ایران از راه شبکه‌های اجتماعی پرداخت. همچنین نوشت که این ازدواج‌های موقت، می‌توانند در عمل تا چندسال ادامه‌دار باشند که با برده‌داری مدرن مرتبط است.
گزارشی در ایندیپندنت فارسی در مه ۲۰۱۹، این که تن‌فروشان ایرانی از دید سلامت و بهداشت زیر نظر نهادهای وابسته نیستند و آمار زنان متأهل تن‌فروش به ۳۰ درصد کل تن‌فروشان رسیده را نقد کرد. در این گزارش، جلال ایجادی، جامعه‌شناس، گفت: «به دلیل سیاست‌های حاکمیت در قبال پدیدهٔ تن‌فروشی هیچ آمار دقیقی از تعداد زنان و مردان تن‌فروش، حداقل سن و مسائلی از این دست وجود ندارد». در ادامه، فقر اقتصادی بزرگ‌ترین چرایی روی‌آوردن مردم به این کار اعلام شد و از عامل‌های مهم دیگر نیز وجود شبکه‌های گسترش تن‌فروشی و قاچاق سکس در ایران اعلام شد.
گزارشی در مه ۲۰۲۰، اعلام می‌کرد که «به بالاشهر تهران نیز گریزی زده» و جاهایی که برای تن‌فروشی در نظر گرفته شده‌اند را سالن‌های ماساژی اعلام کرد که در کنار انجام ماساژ مشتریان، بیشتر خدمات جنسی نیز می‌دهند. بر همین اساس، به شکل کلی، ماساژ به زنان مربوط این امکان را می‌داده است که در پوشش چنین شغلی، تن‌فروشی کنند؛ این زنان یا به خانهٔ مشتریان می‌رفته‌اند یا در سالن، با عنوان «هپیماساژ» با مشتریان رابطهٔ جنسی برقرار می‌کردند. چنین چیزی، بسیار فراگیر اعلام شد و از سوی مدیران سالن‌های ماساژ و ماسورهای زن و مرد، کاری عادی و بخشی از کار دانسته شده است.

## تن‌فروشی آنلاین
بر پایهٔ گزارشی در تیر ۱۳۹۷، در ایران این دوره وبسایت‌های همسریابی و ازدواج موقت وجود دارند که مشخصات افرادی را فهرست کرده و افراد از میان آنان شخص مورد نظر را برای صیغه کردن گزینش می‌کنند. یکی از نمونه‌های آورده شده در گزارش شامل نوشتاری چون: «خانم ۳۹ ساله، عالی، رنگ پوست سفید، سالم، با تناسب اندام عالی و جذاب، با قد… و وزن…» بوده است؛ یا در نمونه‌ای دیگر، زنی ۲۴ ساله که تنها مایل به «ازدواج یک‌ساعته» است. بیشتر این وبسایت‌ها، افراد را به استفاده از «ازدواج‌های مقطعی» و حتی «یک‌ساعته» تشویق می‌کرده‌اند. در مواردی نیز در طراحی نمای وبگاه‌ها، تلاش شده است که فضا رنگ و بوی عرفانی داشته باشد. در یک نمونهٔ دیگر، در بررسی یکی از وبگاه‌ها در گزارش، بر پایهٔ اعلام گردانندگان آن وبگاه، محتوای صفحه، منطبق با قوانین جمهوری اسلامی ایران بوده است. در همین گزارش آمد که یکی از این وبگاه‌های بررسی‌شده، کار «تأمین مسکن» را نیز انجام می‌داده است. شماره کارت این وبگاه نیز از یکی از بانک‌های دولتی ایران بوده است. گزارش اقتصاد ۲۴ در فروردین ۱۴۰۰ از وبگاه‌های صیغه‌یابی موقت، از «گردش مالی هنگفت صنعت روسپیگری بر بستر فضای مجازی» می‌گفت. همچنین اعلام می‌کرد که در سال‌های گذشته از این تاریخ، شبکه‌های تن‌فروشی فضای آنلاین، گسترش یافته‌اند و این شبکه‌ها، بر بستر بهره‌کشی از کارگران جنسی ارزان، در حال رشد بوده‌اند. همچنین اعلام شد که بدن زنان به عنوان کالایی جنسی با قیمت ارزان، هر ساله حاشیهٔ سود بالاتری را برای دلالان این شبکه‌های «ظاهراً مخفی»، ایجاد می‌کند؛ این دلالان، در ادبیات گسترش‌یافته در این دوره در تن‌فروشان «خاله» نامیده می‌شده‌اند. تنها یکی از وبگاه‌های صیغه‌یابی بررسی‌شده در این گزارش، در شهر تهران ۷۳۵۰ زن را فهرست می‌کرد. یکی از وبگاه‌ها، چند میلیون زن در سراسر ایران را فهرست داشته است.
در آبان ۱۳۹۹، جنجال افزایش آگهی‌های تن‌فروشی در دیوار، وبگاه نیازمندی‌های اینترنتی ایرانی، مورد توجه رسانه‌ها قرار گرفت.

### شبکه‌های اجتماعی
افزون بر وبسایت‌ها، صفحه‌های اینستاگرام و تلگرامی، دو شبکه اجتماعی پرهوادار در ایران نیز به بستری برای کار شبکه‌های دلالی کارگران جنسی، تبدیل شدند. در گزارش اقتصاد ۲۴ در فروردین ۱۴۰۰، به عنوان نمونه، یکی از پیج‌های اینستاگرام در همین رابطه، بیش از ۴۴ هزار عضو داشته است. همچنین در نمونه‌هایی دیگر، یک کانال مرتبط در تلگرام نیز ۸۱ هزار عضو و کانال تلگرامی دیگری، ۳۲ هزار عضو داشت. در بررسی یک نمونه، یک کانال تلگرام که ۸۱ هزار عضو داشت، از مردان برای هر آگهی ۴۰۰ هزار تومان هزینه می‌گرفته است و در دی ماه سال پیشین این گزارش، بیش از ۱۵۰ مورد آگهی ثبت‌شده داشت و تنها با همین روش، ۶۳ میلیون تومان درآمدزایی کرده است. بخشی از این گزارش چنین اعمالی را «بهره‌کشی از تن زنانی که در شرایط بحرانی اقتصاد کشور به حاشیه رانده شده‌اند» خواند.

### ویژگی‌های زنان در تن‌فروشی آنلاین
در گزارش اقتصاد ۲۴ در فروردین ۱۴۰۰، پس از بررسی ویژگی‌های کاربران زن در یکی از وبگاه‌ها، نمایان شد که بیشترین سن این رده از کارگران جنسی، ۵۰ بوده است. بیشتر جمعیت این زنان نیز بیکار بوده و دیگر موارد نیز به کارهایی چون پرستاری سالمندان، فروشندگی، فروش وسایل هنری، کارمند هواپیمایی و … مشغول بوده‌اند، کارهایی که بیشتر غیررسمی، بدون بیمه و دارای مزد پایین شمرده می‌شده‌اند.

## قاچاق انسان
قاچاق زنان و دختران ایرانی در داخل کشور و قاچاق دختران افغانستانی به منظور تن‌فروشی اجباری و استثمار جنسی تجاری نیز رایج است.

### قاچاق سکس از ایران
گزارش سالانه وزارت امور خارجه ایالات متحده آمریکا در مورد قاچاق انسان ۲۰۱۷ میلادی دست شبکه‌های قاچاق دختران ایرانی به دبی و کردستان عراق تأیید می‌کند.
بر پایه گزارشی در مارس ۲۰۱۹، از دههٔ ۱۳۷۰، دبی در امارات متحده، به عنوان جایی برای تجارت جنسی زنان ایران، آوازه یافت اما از اواخر دههٔ ۱۳۸۰ بود که کشورهای دیگری که در همسایگی ایران هستند، از جمله ترکیه، گرجستان و کردستان عراق به فهرست علاقه‌مندان به زنان ایرانی پیوستند. از کارهای جنسی زنان ایرانی در بارهای استانبول و در کشورهایی چون گرجستان، گزارش‌هایی تهیه شده است. علی صادقی، رئیس پلیس مهاجرت و گذرنامه ناجا، از کسانی است که قاچاق دختران ایران را به کشورهای عرب‌زبان تأیید کرده است. روزنامه شرق ایران، در خرداد ۱۳۸۲ گزارشی را نشر داد که از قاچاق شدن دختران ایران به کشورهای عرب‌زبان می‌گفت و نوشت ماهانه سه تا پنج جسد متعلق به دختران ایرانی، به این کشور بازگردانده می‌شود. این گزارش همچنین از حراج‌شدن ۵۴ دختر ایرانی در فجیره امارات خبر داد. به جز این نیز گروهی از مجله‌ها و روزنامه‌های درون ایران نیز گزارش‌هایی در مورد قاچاق انسان و روایت برخی از زنان و کودکان قربانی این امر را انتشار داده‌اند. محمد اولیایی‌فرد اعلام کرده است که یکی از چرایی‌های اصلی بازداشت نشدن قاچاق‌چیان انسان در ایران، ورود دستگاه‌های امنیتی این کشور در این تجارت و ذی‌نفع بودن در آن بوده است. وی در مشاهدات خود، اعلام کرد که روحانی ایرانی متهم به قاچاق دختران را نیز دیده است. این حقوق‌دان باور دارد که دستگاه قضایی ایران در این دوران، از زنانی را که مجبور به تن‌فروشی شده‌اند، پشتیبانی نمی‌کند.

## چرایی‌ها و پژوهش‌های انجام‌شده
بر پایهٔ گزارشی در ۲۰۲۰ م، تن‌فروشی در ایران نیز همانند دیگر کشورها رواج دارد. بر پایهٔ اعلام جامعه‌شناسان، چرایی‌های روی‌آوردن زنان به این کار در ایران، شامل فقر ایرانیان، بیکاری، اعتیاد، ازدواج اجباری، زیاده‌خواهی یا تنوع‌خواهی از سوی مردان، وجود فضای یاس و ناامیدی در میان جوانان و نبود امکانات برای ازدواج، ازدواج مجدد مردان و جدایی از همسر بوده است. اداره‌کنندگان کانال‌های صیغه در اینترنت و دیگر کسانی که در این زمینه فعالند، اعلام کرده‌اند که دختران و زنانی که بیوه، یتیم، طلاق‌گرفته، بیکار و بی‌پول هستند، به این کار روی آورده‌اند تا درآمدی بگیرند.

### سن روسپی‌گری
تا مه ۲۰۲۰، واپسین آمار موجود از سوی سازمان بهزیستی ایران نمایانگر آن بود که سن روسپی‌گری در ایران ۱۶ سالگی بوده است. در آماری قدیمی‌تر، رئیس انجمن جامعه‌شناسی ایران در میانه‌های سال ۱۳۹۰ اعلام داشت که در هم‌اکنون سن روسپی‌گری در ایران، نزدیک ۸–۱۰ سال پایین آمده و از ۲۰ تا ۳۰ سالگی به ۱۲ تا ۱۸ سال کاهش یافته است.

## ازدواج موقت
حکومت جمهوری اسلامی متهم است در مکان‌هایی مانند اطراف امام‌زاده‌ها به تجارت جنسی دختران آسیب‌دیده در قالب صیغه مشغول است. یکی از کسانی که این موضوع را افشا کرد، شارمین میمندی‌نژاد، بنیان‌گذار جمعیت امام علی، بود.

## در هنر و دیگر آثار
به گزارش بی‌بی‌سی فارسی، می‌توان از سه اثر به عنوان نمونه‌هایی نام برد که توانسته‌اند اندوه و رنج زنان تن‌فروش را از دید هنری بگویند؛ رمان «طوطی» نوشته زکریا هاشمی، سری عکس‌های کاوه گلستان و فیلم «قلعه» از کامران شیردل. هر سه اثر نیز به شکل حدودی، در یک دوره ایجاد و تهیه شده‌اند؛ رمان طوطی در سال ۱۳۴۷، فیلم «قلعه» در سال ۱۳۴۵ و سری عکس‌های قلعه نیز میان سال‌های ۱۳۵۴ تا ۱۳۵۶.

## در قانون
اگرچه روسپی‌گری در ایران جُرم بوده و مجازات دارد و بنا به نوع جرم آن در خصوص افراد متأهل می‌تواند مجازات مرگ را در پی داشته باشد اما تن‌فروشی زنان و هم با نسبت بسیار کم‌تر تن‌فروشی مردان (که برخی از آنان به مردان خدمات جنسی ارائه می‌کنند) رواج جزء مواردی است که در این کشور می‌توان یافت.